# Nikolaj Nikolaevič Pokrovskij
Nikolaj Nicolaevič Pokrovskij (in russo Николай Николаевич Покровский?; San Pietroburgo, 27 gennaio 1865 – Kaunas, 12 dicembre 1930) è stato un politico russo, ultimo ministro degli esteri dell'Impero russo.

## Biografia
Pokrovskij studiò giurisprudenza nelle Università di Mosca e di San Pietroburgo. Nel 1889 iniziò la sua carriera presso il Ministero delle finanze; nel periodo 1902-1903, fu vicepresidente (e dal 1904 presidente) del Dipartimento delle imposte del Ministero delle finanze. Nel 1906 fu nominato viceministro delle finanze e supervisionò principalmente gli affari fiscali. Nel 1914-1916, Pokrovskij fu membro del Consiglio di Stato (conservando il posto di viceministro delle finanze fino al luglio 1914). Dal gennaio al novembre 1916, Pokrovskij ricoprì l'incarico di ispettore di stato. Infine il 30 novembre 1916 (NS) fu nominato ministro degli esteri succedendo a Boris Štjurmer. 

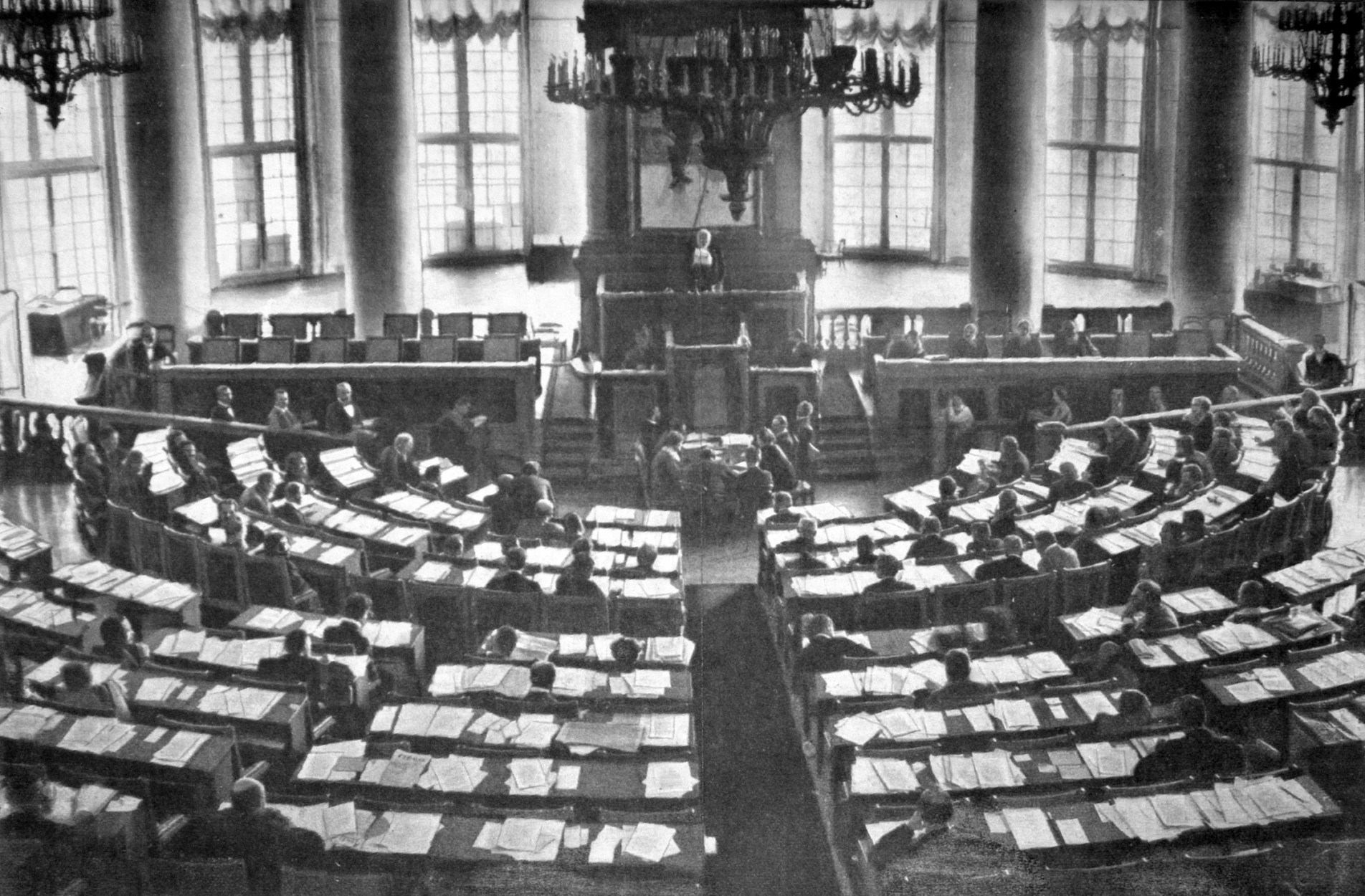
Aula parlamentare della Duma imperiale

Poiché Štjurmer era favorevole a un trattato di pace separata con la Germania, alcuni commentatori politici inglesi considerarono la nomina di Pokrovskij a ministro degli esteri come segno di cambiamento della politica filogermanica in Russia; una sconfitta per Rasputin e i suoi amici. Nel suo primo discorso alla Duma (2 dicembre 1916) Pokrovskij annunciò che il trattato del 1915 firmato con la Gran Bretagna e la Francia (poi sottoscritto anche dall'Italia) aveva finalmente stabilito il diritto della Russia sullo Stretto dei Dardanelli e su Costantinopoli. Il 12 dicembre il cancelliere tedesco Bethmann-Hollweg, in un discorso al Reichstag, offrì di aprire i negoziati con l'Intesa in un paese neutrale. Il 15 dicembre Pokrovskij dichiarò, fra gli applausi della Duma, che la Russia non avrebbe mai firmato un trattato separato di pace con gli Imperi centrali.
Pokrovskij era favorevole ad attrarre capitale finanziario americano nell'economia russa. Con il sostegno del Ministero delle finanze, propose di inviare una commissione speciale per gli affari economici e finanziari negli Stati Uniti. Nel gennaio del 1917, Pokrovskij preparò un documento in cui sosteneva la proposta di stabilire legami più stretti  con gli Stati Uniti in vista del ruolo potenzialmente decisivo di quest'ultimo paese nel porre fine alla guerra. Nella sua nota allo zar del 21 febbraio 2017, alla vigilia della Rivoluzione russa di febbraio, Pokrovskij espresse la sua fiducia nella vittoria sulla Germania e chiese di progettare una forza di spedizione da schierare a Costantinopoli entro l'ottobre 1917. Durante una sessione del Consiglio dei ministri il 25 febbraio 1917, Pokrovskij propose le dimissioni di tutto il governo. Fu mandato a negoziare la questione con la Duma e con il Blocco progressista. Il 26 febbraio Pokrovskij riferì delle sue trattative con il Blocco (guidato da Vasilij Maklakov) durante la sessione del Consiglio dei Ministri a Palazzo Mariinskij. Il Blocco aveva proposto le dimissioni del governo.
Dopo la Rivoluzione di febbraio Pokrovskij guidò il Comitato russo-americano per il riavvicinamento economico tra Russia e Stati Uniti. Dopo la Rivoluzione di ottobre Pokrovskij lasciò la Russia e insegnò alla Vytautas Magnus University di Kaunas, in Lituania, dove morì nel 1930.
Secondo Nina Nikolaevna Berberova, benché personalmente non fosse iniziato, era un simpatizzante della massoneria russa".